# John C. Allen
John C. Allen, född 21 maj 1907 i Philadelphia, död 17 augusti 1979, var en amerikansk berg- och dalbanekonstruktör som bidrog till den pånyttfödelse av berg- och dalbanor i trä som började på 1970-talet. Han började arbeta för Philadelphia Toboggan Company 1934 som berg- och dalbaneoperatör och arbetade sig sedan uppåt i hierarkin och blev chef för företaget 1954. Han har designat mer än 25 attraktioner och har gjort betydelsefulla bidrag till utvecklandet av berg- och dalbaneteknologi. Han har en gång sagt; "Du behöver inte en ingenjörsexamen för att designa berg- och dalbanor, du behöver en psykologiexamen."

## Berg- och dalbanor designade av John C. Allen
| Namn                             | Plats                                               | Byggår |
| -------------------------------- | --------------------------------------------------- | ------ |
| Jet Flyer/Sea Dragon             | Gooding Zoo Park/Wyandot Lake/Jungle Jack's Landing | 1956   |
| Tornado                          | Wedgewood Village                                   | 1960   |
| Skyliner                         | Lakemont Park                                       | 1960   |
| Golden Nugget Mine/Black Diamond | Knoebels Amusement Resort                           | 1960   |
| Starliner                        | Miracle Strip/Cypress Gardens                       | 1963   |
| Giant Coaster/The Wild One       | Six Flags America                                   | 1963   |
| Blue Streak                      | Cedar Point                                         | 1964   |
| Swamp Fox                        | Grand Strand Park/Family Kingdom                    | 1966   |
| Cannon Ball                      | Lake Winnepesaukah                                  | 1967   |
| Shooting Star                    | Lakeside Amusement Park                             | 1968   |
| Zingo                            | Bell's Amusement Park                               | 1968   |
| Great American Scream Machine    | Six Flags Over Georgia                              | 1973   |
| Rebel Yell                       | Kings Dominion                                      | 1975   |
| Woodstock Express                | Kings Dominion                                      | 1975   |
| Screamin' Eagle                  | Six Flags St. Louis                                 | 1976   |
| The Racer                        | Kings Island                                        | 1972   |
| Woodstock Express                | Kings Island                                        | 1972   |